# Tropidion enochrum
Tropidion enochrum är en skalbaggsart som beskrevs av Martins 1968. Tropidion enochrum ingår i släktet Tropidion och familjen långhorningar. Inga underarter finns listade i Catalogue of Life.